# Novo Brasil
Novo Brasil är en kommun i Brasilien.   Den ligger i delstaten Goiás, i den centrala delen av landet, 290 km väster om huvudstaden Brasília. Antalet invånare är 3 516.
Omgivningarna runt Novo Brasil är huvudsakligen savann. Runt Novo Brasil är det mycket glesbefolkat, med 5 invånare per kvadratkilometer.